# Петасин
Петасин – это сесквитерпеноид, содержащийся в белокопытнике гибридном, белокопытнике японском и некоторых других растениях.
Эмпирическая формула C20H28O3. 

## Фармакология
Петасин является активатором TRPA1 ионных каналов. Считается, что благодаря их десеснетизации экстракт белокопытника гибридного способен предотвращать приступы мигрени, что было продемонстрировано в клинических испытаниях.
Помимо этого было обнаружено, что петасин способен ингибировать активность митохондриального комплекса I, который способствует росту опухолей и их метастазированию. Его активность в 1700 раз выше аналогичной метформина и фенформина.